# ファグネル・コンセルヴァ・レモス
ファグネル（Fágner）ことファグネル・コンセルヴァ・レモス（ポルトガル語: Fagner Conserva Lemos, 1989年6月11日 - ）は、ブラジル・サンパウロ出身のサッカー選手。ブラジル代表。ポジションはDF。

## 経歴

### クラブ
SCコリンチャンス・パウリスタの下部組織出身で17歳でトップチームデビューを果たした。2007年にエールディヴィジのPSVアイントホーフェンに加入したが、出場機会は乏しかった。2009年にカンピオナート・ブラジレイロ・セリエBのCRヴァスコ・ダ・ガマに加入。同シーズンにカンピオナート・ブラジレイロ・セリエAへの昇格を決めた。2011年にはコパ・ド・ブラジルも制した。
2012年7月24日にブンデスリーガのVfLヴォルフスブルクに4年契約で移籍。26試合に出場したが1シーズンで古巣のヴァスコ・ダ・ガマに半年間レンタル移籍する事となった。2014年にはヴォルフスブルクからコリンチャンスへのレンタル移籍となり、7年ぶりの古巣帰還となった。2015年初めに彼の権利の半分をコリンチャンスが獲得し、完全移籍でコリンチャンスに復帰した。

### 代表
U-20代表として2007 南米ユース選手権に出場し優勝した。
A代表ではコパ・アメリカ・センテナリオの予備登録メンバーの一人となったが、最終的に出場するメンバーには選ばれなかった。2016年6月にブラジル代表監督がチッチに代わると、8月22日に2018 FIFAワールドカップ・南米予選のエクアドル代表、コロンビア代表に臨む代表メンバーの一人に名を連ねた。これについて本人は「（選手生命において）一度きりのひと時」だと述べた。しかしこの2試合で代表初出場を飾る事はなく、初出場は翌2017年1月26日に行われたコロンビア代表との親善試合となった。
2018 FIFAワールドカップでは、右サイドバックレギュラーのダニエウ・アウヴェスが負傷のため、代わりにサプライズで本大会メンバー入りを果たした。

## 代表歴

### 出場大会
- ブラジル代表
  - 2018 FIFAワールドカップ

### 試合数
- 国際Aマッチ 10試合 0得点（2017年-2019年）[8]

| ブラジル代表 | 国際Aマッチ | 国際Aマッチ |
| 年           | 出場        | 得点        |
| ------------ | ----------- | ----------- |
| 2017         | 3           | 0           |
| 2018         | 5           | 0           |
| 2019         | 2           | 0           |
| 通算         | 10          | 0           |

## タイトル

### クラブ
ヴィトーリア
- カンピオナート・バイアーノ:2007

PSVアイントホーフェン
- エールディヴィジ: 2008
- ヨハン・クライフ・スハール: 2008

ヴァスコ・ダ・ガマ
- カンピオナート・ブラジレイロ・セリエB: 2009
- コパ・ド・ブラジル: 2011

コリンチャンス
- カンピオナート・ブラジレイロ・セリエA: 2015, 2017
- カンピオナート・パウリスタ: 2017

### 代表
ブラジル代表
- コパ・アメリカ：1回 (2019)

### 個人
- プレミオ・クラッキ・ド・ブラジレイロン: 2011[9], 2017
- カンピオナート・パウリスタベストイレブン: 2015[10], 2016[11], 2017[12]
- ボーラ・ジ・プラッタ: 2017